# Johannes Jacobus van Loghem sr.

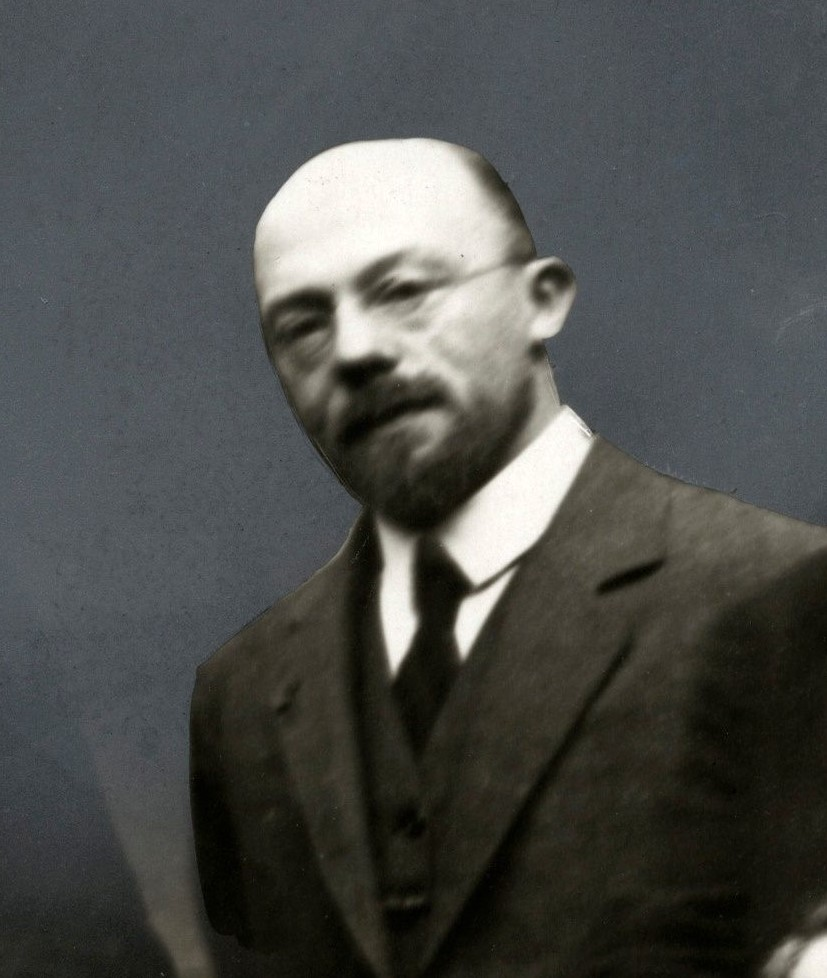
J.J. van Loghem in 1923

Johannes Jacobus van Loghem (Amsterdam, 10 april 1878 — Amsterdam, 31 oktober 1968) was een Nederlands arts, microbioloog, immunoloog en epidemioloog. Tevens was hij hoofdredacteur van het Nederlands Tijdschrift voor Geneeskunde en rector magnificus van de Universiteit van Amsterdam.

## Jeugd
Johannes Jacobus van Loghem was de zoon van Sara Geertruida de Bruijn en letterkundige Martinus Gesinus Lambert van Loghem. Hij groeide op in Amsterdam.

## Loopbaan
Een jaar na het behalen van zijn artsexamen aan de Universiteit van Amsterdam (UvA) promoveerde Van Loghem daar in 1903 bij Louis Bolk op de dissertatie Over het colon en mesocolon der primaten. Hij specialiseerde zich in immunologie aan het Pasteur-instituut bij Ilja Iljitsj Metsjnikov en in pathologie aan de Karelsuniversiteit Praag bij Hans Chiari. Van Loghem werkte vervolgens in het lab van de UvA bij Rudolph Hendrik Saltet.
Hij ging in 1908 naar Medan in Nederlands-Indië om daar als directeur van het pathologie-lab te gaan fungeren. Zijn benadering van de bestrijding van de pestepidemie in 1911 op Java — onder het motto ‘het pestvraagstuk is een woningvraagstuk’, doelend op de vector die de rattenvlo in deze is — betekende voor hem een internationale doorbraak. Een jaar nadien begon hij in Amsterdam bij het Koloniaal Instituut.
Van Loghem werd in 1916 tot hoogleraar benoemd aan de UvA. Hij bekleedde als bijzonder hoogleraar de leerstoel Tropische hygiëne (1916–1923), vervolgens als gewoon hoogleraar de leerstoel Gezondheidsleer en medische politie (1923–1941) en na de Tweede Wereldoorlog nogmaals als gewoon hoogleraar de leerstoel Gezondheidsleer en medische politie (1947–1948). Tot zijn studenten behoorde Anna Charlotte Ruys, de latere hoogleraar bacteriologie, immuniteitsleer en epidemiologie aan de UvA. Naast academisch docent was Van Loghem vanaf 1919 45 jaar redacteur van het Nederlands Tijdschrift voor Geneeskunde.
In 1922 nomineerde Van Loghem Willem Einthoven voor de Nobelprijs voor fysiologie en in 1926 deed hij dit eveneens voor Christiaan Eijkman en Gerrit Grijns.
Bij het uitbreken van de oorlog was hij rector magnificus en na de capitulatie besloot hij in overleg de universiteit open te houden. Enkele maanden later gaf hij dit ambt op en hield een memorabele afscheidsrede waarin hij Spinoza citeerde. Door zijn anti-nazi-houding tijdens de eerste bezettingsjaren werd Van Loghem in augustus 1941 uit zijn hoogleraarsambt ontheven. Hij intensiveerde zijn bijdragen aan het Nederlands Tijdschrift voor Geneeskunde. En in 1944 beschreef hij het geslacht Yersinia uit de familie Enterobacteriaceae. Na de oorlog nam hij zijn ambten weer op.

## Eerbetoon
- Ridder in de Orde van de Nederlandse Leeuw.

## Privé
Op 19 december 1907 huwde Van Loghem notarisdochter Johanna Christina Wilhelmina Pouw. Het echtpaar kreeg  kinderen. Hun zoon Joghem van Loghem trad in zijn vaders voetsporen; hij specialiseerde zich als immunoloog in resusfactoren en werd hoogleraar aan de UvA.
- Digitale Bibliotheek voor de Nederlandse Letteren: logh007
- Nationale Bibliotheek van Tsjechië: nlk20010096964
- Nederlandse Thesaurus van Auteursnamen: 069060827
- Virtual International Authority File: 280113611
- WorldCat: E39PBJcgr8JjXrqwyQg7q4q4v3